# Evangelios de Lichfield

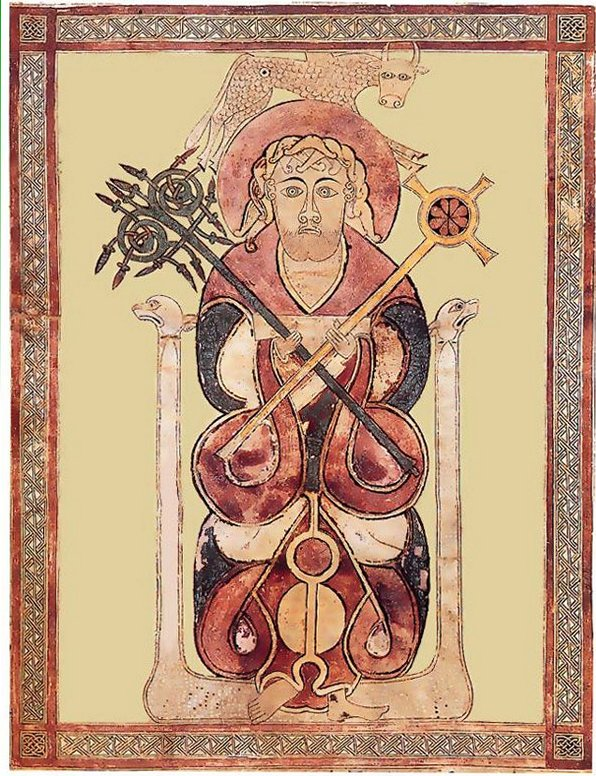
Evangeliario de Lichfield. Biblioteca de la catedral de Lichfield.

Los Evangelios de Lichfield o Evangelario de Lichfield (también conocidos como los Evangelios de Chad, el Libro de Chad, los Evangelios de San Chad, los Evangelios de San Teilo o los Evangelios de Llandeilo) es un evangeliario insular, escrito en latín, del siglo VIII conservado actualmente en la catedral de Lichfield.
Han sobrevivido 236 folios, ocho de los cuales están iluminados. Otros cuatro contienen texto enmarcado. Dan la sensación de que el texto se convierte en mero pretexto para la creación de una obra de arte. Las páginas miden 30,8 cm por 23,5 cm. El manuscrito es también importante porque incluye, como marginalia (glosas), alguno de los primeros ejemplos conocidos del galés escrito. Peter Lord data el manuscrito hacia el año 730, situándolo cronológicamente antes del Libro de Kells, pero después de los Evangelios de Lindisfarne.
El manuscrito fue vuelto a encuadernar en 1962 por Roger Powell. En ese momento se descubrió que en la encuadernación de 1862 el manuscrito había sido cortado en hojas individuales y que en la reencuadernación de 1701, las páginas había sido recortadas.

## Texto y escritura
El manuscrito contiene los evangelios de Mateo y Marcos y la primera parte del Evangelio de Lucas. Un segundo volumen desapareció durante la Guerra Civil inglesa. El texto está escrito en una sola columna y está basado en la Vulgata, aunque tiene cerca de 2000 variaciones sobre ella, casi un tercio compartidas con los Evangelios de Hereford. Tiene menos variaciones en el texto con los Evangelios de Macregal o el Libro de Armagh, 370 están de acuerdo con el Libro de Kells y 62 con los Evangelios de Lindisfarne.
La escritura es predominantemente insular mayúscula, pero tiene algunas características unciales por lo que se la denomina semi-uncial. Los evangelios fueron escritos por un solo escriba. La forma de la caligrafía tiene fuertes vínculos con manuscritos de Northumbria, Iona y otros manuscritos irlandeses.

## Decoración
El manuscrito tiene dos retratos de los evangelistas San Marcos y San Lucas, una página tapiz, las páginas iniciales de Mateo (Lib), Marcos (initium) y Lucas (Quoniam), una página con el monograma de Cristo ☧ (Chi-Rho) y una página con los símbolos de los cuatro evangelistas. La genealogía de Cristo está enmarcada (3 páginas) y la última página también.

## Marginalia
Existen ocho inscripciones marginales escritas en latín y galés antiguo, que son de los primeros escritos en galés. En los primeros registros, en latín, un hombre llamado Gelhi dona el manuscrito "a Dios en el altar de San Teilo" por el que, según la inscripción, lo había comprado por el precio de su mejor caballo de Cingal. El "altar de San Teilo" en el pasado, ha sido asociado con el monasterio de Llandaff. Sin embargo, se ha determinado que las inscripciones marginales tercera, cuarta y sexta se refieren a tierras comprendidas dentro de un radio de quince millas de Llandeilo Fawr. Por lo tanto, actualmente, se piensa que el manuscrito no se le dio a Llandaff, sino a la iglesia de Llandeilo. La segunda inscripción marginal tiene cierto interés, ya que contiene un ejemplo único de la antigua prosa galesa, detallando la resolución de una disputa de tierras. Las primeras dos inscripciones han sido fechadas a mediados del siglo IX. Las inscripciones tercera a octava se datan en los siglos IX y X. Los marginalia en latín y galés fueron editados por J. Gwenogvryn Evans, con John Rhys en la edición de 1893 del "Libro de Llan Dav".

## Procedencia
El origen del manuscrito es controvertido. No se sabe quién lo escribió, para quién fue escrito o dónde se escribió. Existen similitudes paleográficas y estilísticas que lo enlazan con Northumbria o Iona. Las relaciones con los Evangelios de Hereford pueden sugerir un origen mercio. Se ha argumentado también que el manuscrito fue escrito en Gales, en particular debido a las glosas en idioma galés; y si fuese así, lo convertiría en el único evangeliario de Gales que hubiera sobrevivido. Otros han argumentado que fue escrito en Lichfield. Todo, excepto una línea, procede de una única mano.
Aunque se desconoce cómo llegó a Lichfield, pudo haber estado allí desde finales del siglo X y con toda seguridad, en el siglo XI. El folio primero contiene una firma desdibujada donde puede leerse Wynsige presul que probablemente se refiera a Wynsige, obispo de Lichfield de alrededor de 963 a 972-5. El folio cuarto contiene una referencia a Leofric, obispo desde 1020 hasta 1026.
Suponiendo la hipótesis de la similitud con las técnicas pintóricas de los Evangelios de Lindisfarne y el Libro de Kells, podría pensarse en que fue creado entre el 698 y 800. También es interesante señalar que los patrones de aves entrelazadas de la página tapiz de cruz en la página 216 del evangeliario tiene un notable parecido con el ornamento de cruz de Aberlady, Lothian, en Northumbria, de mediados del siglo VIII. Esto sugiere que el autor/artista del manuscrito y el escultor de la ornamentación de la cruz, disponían de una fuente similar para sus diseños.
En cualquier caso, según lo conocido, siempre ha estado en Lichfield desde el siglo XI, a excepción de un breve período durante la Guerra Civil inglesa. En 1646, durante la Guerra Civil, la Catedral de Lichfield fue saqueada y robada la biblioteca. Probablemente, sería entonces cuando se perdiera el segundo volumen de los Evangelios. Al maestro de capilla Walter Higgins se le atribuye haber salvado el otro volumen. El manuscrito lo pasó a Frances, duquesa de Somerset, que lo devolvió en 1672 o 1673. Ha permanecido en la catedral desde entonces. Fueron expuestos públicamente en 1982 y pueden contemplarse actualmente en su sala capitular desde Semana Santa hasta Navidad. Los obispos de Lichfield todavía juran lealtad a la corona sobre los Evangelios de Lichfield.
Otros manuscritos insulares iluminados, de posible origen galés, incluyen el Salterio de Ricemarch y los Evangelios de Hereford.